# Skylake
Skylake is een microarchitectuur waarop de zesde, zevende, achtste, negende en tiende generatie processoren van Intel zijn gebaseerd. Echter, is deze meerdere keren van naam gewijzigd voor marketing doeleinden. Omdat de microarchitectuur zelf niet veranderde is het zogeheten 'aantal instructies per kloktik' gelijk gebleven ondanks deze veranderingen in de codenamen. Skylake is gebouwd op een 14nm transistor en is geïntroduceerd in augustus van 2015.

## Marketingstrategieën
Skylake bestaat uit allemaal kleine architecturen die verschillende namen hebben, maar op dezelfde manier gebouwd zijn, op dezelfde transistor en met dezelfde IPC. Dit zijn Skylake, Kaby Lake, Coffee Lake, Coffee Lake refresh, Comet Lake en Cascade Lake. Comet Lake is de meest recente, heeft tot 10 kernen en een kloksnelheid van 5,3 GHz. Cascade Lake is hiervan de versie voor servers en workstations. Comet Lake zal overigens ook de laatste zijn die Intel zal bouwen op deze microarchitectuur. 

## Generaties

### Skylake
Toen Skylake voor het eerst op de markt kwam in 2015, was het de eerste serie processoren voor consumenten door Intel op het destijds nieuwe 14nm. Skylake had niet alleen een nieuwe transistor, maar ook onder andere een nieuw socket. Deze droeg de naam LGA1151. Deze had dus 1151 contacten aan de onderkant van de processor. De HEDT-modellen van Skylake kregen een eigen socket genaamd LGA2066, welke dus 2066 contacten heeft. Skylake is de zesde generatie van Intels Core-series line-up.
Verder is Skylake ook Intels eerste serie processoren met ondersteuning voor het destijds gloednieuwe DDR4-geheugen. Ook was er een nieuwe grafische processor die een flinke verbetering was tegen eerdere generaties. Xeon processoren zouden later ook ondersteuning gaan krijgen voor AVX-512.  

#### Kort overzicht veranderingen
- Nieuw socket
- Verbeterde IPC en kloksnelheden
- Nieuwe grafische processor
- Nieuwe geheugencontroller
  - Ondersteuning voor DDR4
- Ondersteuning voor AVX-512

### Kaby Lake
Kaby Lake is gelanceerd in 2017. Het gebruikt dezelfde architectuur als Skylake en heeft dus geen verbetering in IPC, of instructies per kloktik. Kaby Lake heeft hogere kloksnelheden en hogere boosts. Verder heeft Kaby Lake een verbeterde grafische processor. Er zijn verder geen kernen toegevoegd. Kaby Lake is de directe opvolger van Skylake. 

#### Kort overzicht veranderingen
- Verbeterde grafische processor
- Hogere kloksnelheden

### Coffee Lake
Coffee Lake is Intels eerste mainstream processor sinds 2009 waarin het aantal kernen verhoogd wordt. De Core i3 krijgt tot vier kernen en acht threads. De i5 en i7 krijgen tot zes kernen, alleen heeft de i5 geen hyper-threading en dus geen twaalf threads. Verder zijn de kloksnelheden verhoogd, en is de grafische processor hetzelfde gebleven. Het is de achtste generatie Core-processors.

#### Kort overzicht veranderingen
- Meer kernen
  - Meer threads
- Hogere kloksnelheden

### Coffee Lake refresh
Coffee Lake refresh is op microschaal gelijk aan Coffee Lake, wat in essentie Skylake is, maar dan tot acht kernen en zestien threads. Alleen de Core i9 heeft hyper-threading, terwijl de rest dat dus niet heeft. Het is de motor voor de negende generatie Intel Core-series processors en wordt vandaag de dag nog geproduceerd in Intels fabrieken.

#### Kort overzicht veranderingen
- Meer kernen

### Comet Lake
Comet Lake is Intels eerste Skylake-architectuur gebaseerde mainstream processor met tien kernen. Voor de rest heeft de hele line-up hyper-threading. Het is de drijvende kracht van de tiende generatie Intel Core-processors.

#### Kort overzicht veranderingen
- Meer kernen voor de Core i9
- Alle processoren hyper-threading

## Specificaties en modellen
| Model                | Kernen | Kloksnelheid      | Cache | Architectuur        |
| -------------------- | ------ | ----------------- | ----- | ------------------- |
| Intel Core i9-10900K | 10     | 3,7 GHz (5,3 GHz) | 20 MB | Comet Lake          |
| Intel Core i7-10700K | 8      | 3,8 GHz (5,1 GHz) | 16 MB | Comet Lake          |
| Intel Core i5-10600K | 6      | 4,1 GHz (4,8 GHz) | 12 MB | Comet Lake          |
| Intel Core i3-10300  | 4      | 3,7 GHz (4,4 GHz) | 8 MB  | Comet Lake          |
| Intel Core i9-9900K  | 8      | 3,6 GHz (5,0 GHz) | 16 MB | Coffee Lake Refresh |
| Intel Core i7-9700K  | 8      | 3,6 GHz (4,9 GHz) | 12 MB | Coffee Lake Refresh |
| Intel Core i5-9600K  | 6      | 3,7 GHz (4,6 GHz) | 9 MB  | Coffee Lake Refresh |
| Intel Core i3-9300   | 4      | 3,7 GHz (4,3 GHz) | 8 MB  | Coffee Lake Refresh |
| Intel Core i7-8700K  | 6      | 3,7 GHz (4,7 GHz) | 12 MB | Coffee Lake         |
| Intel Core i5-8600K  | 6      | 3,6 GHz (4,3 GHz) | 9 MB  | Coffee Lake         |
| Intel Core i3-8300   | 4      | 3,7 GHz           | 8 MB  | Coffee Lake         |
| Intel Core i7-7700K  | 4      | 4,2 GHz (4,5 GHz) | 8 MB  | Kaby Lake           |
| Intel Core i5-7600K  | 4      | 3,8 GHz (4,2 GHz) | 6 MB  | Kaby Lake           |
| Intel Core i3-7300   | 2      | 4,0 GHz           | 4 MB  | Kaby Lake           |
| Intel Core i7-6700K  | 4      | 4,0 GHz (4,2 GHz) | 8 MB  | Skylake             |
| Intel Core i5-6600K  | 4      | 3,5 GHz (3,9 GHz) | 6 MB  | Skylake             |
| Intel Core i3-6300   | 2      | 3,8 GHz           | 4 MB  | Skylake             |